# Christallen
Christallen var en kristen sång- och musikgrupp som var aktiv mellan 1963 och 1971. 

## Historik
Christallen bildades 1963 i Falköping. Ursprungsmedlemmar vid starten var Leif All, Jan-Inge Gustafsson, Per-Åke Nogander, Krister Rohman och Lennart Sjöholm.
Gruppen verkade fram till 1971 i olika konstellationer. Christallen startade som en ren sånggrupp men genom åren utvecklade man musiken och blåssektionen fick en mer framträdande roll. Man skapade på så vis en egen profil. Lennart Sjöholm, som var en förgrundsgestalt inom gruppen, komponerade egna låtar och texter samt arrangerade allt material till gruppen.
Christallen framträdde i olika sammanhang i såväl kyrkor, sportarenor och konsertlokaler men också på olika nöjesarrangemang och inneställen, eftersom man ville nå utanför kyrkans ram. Ofta spelade gruppen inför överfyllda lokaler. De var bland annat med och introducerade ungdomsprogrammet Gospel Night tillsammans med Offensiv Nytt Liv. Gruppen medverkade också på flera gospelgalor bland annat tillsammans med kören Choralerna.
Christallen turnerade över hela landet men även i Danmark och Norge. De medverkade även i radio och TV och gav ut 4 EP-skivor och 3 album.

## Medlemmar genom åren

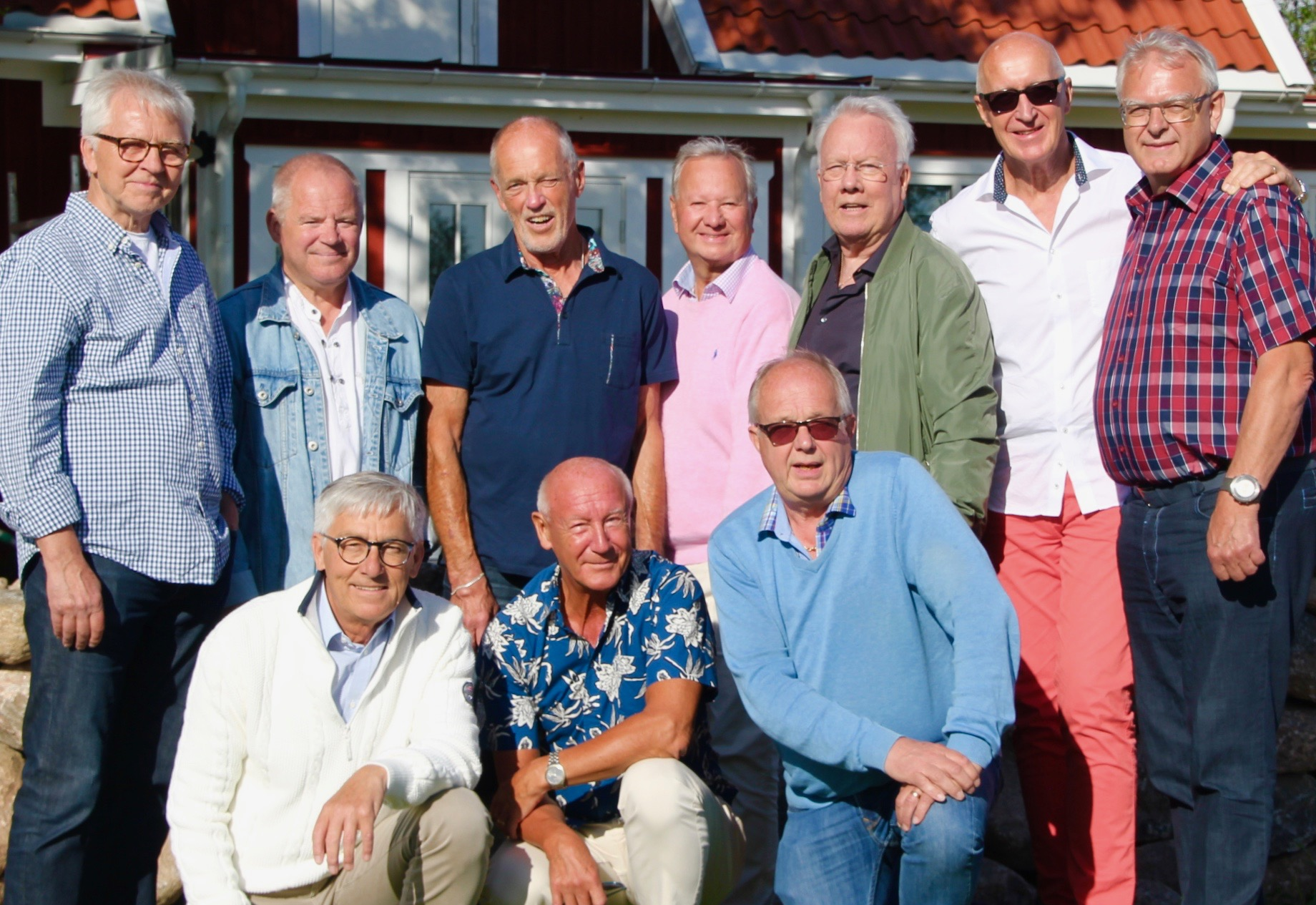
Christallen 2019. Stående från vänster: Anders Friberg, Anders Kjellberg, Leif All, Per-Åke Nogander, Lennart Sjöholm, Jan-Inge Gustafsson, Krister Rohman. Sittande: Gunnar Lindgren, Irving Samuelsson och Gunnar Ekström.

- Leif All: sång, trombon, gitarr 1963–1969
- Jan-Inge Gustafsson: sång, klarinett, saxofon 1963–1971
- Per-Åke Nogander: sång, trumpet, flygelhorn 1963–1971
- Krister Rohman: sång, bas 1963–1969
- Lennart Sjöholm: sång, piano, hammond 1963–1971
- Gunnar Ekström: ljudtekniker, trumpet 1968–1971
- Irving Samuelsson: trummor 1968–1969
- Gunnar Lindgren: sång, bas 1969–1971
- Anders Kjellberg: trummor, percussion 1969–1971
- Anders Friberg: sång, saxofon, trumpet 1969–1971

## Diskografi

### EP
- 1965 – Hur härligt det är att få tro på Gud m.fl. (Celesta CLS 16)
- 1966 – I himlens land m.fl. (Hemmets Härold P 5329)
- 1967 – Uti Bibeln finns en skatt m.fl. Instrumental. (Cavatina C 6779)
- 1968 – Ensam i kvällen. (Hemmets Härold, P 5362)

### Album
- 1969 - Du kanske undrar. (Signatur, 6901)
- 1970 - Men störst är kärleken. (Signatur, 6902)
- 1971 - Ett annat sätt. (Signatur, 6911)